# Christine Chatelain
Christine Chatelain (geb. am 8. Februar 1985) ist eine kanadische Schauspielerin. Ihr Schaffen umfasst seit 1996 bis 2025 rund 80 Film- und Fernsehproduktionen.

## Karriere
Chatelain gab ihr Filmdebüt im Jahr 1996 mit elf Jahren in dem Fernsehfilm Hope – Ihr Name war Hoffnung. Im Jahr 2000 spielte die 15-Jährige in Final Destination die Schülerin Christa. 2004 spielte sie in White Coats – Die Chaosdoktoren die Hauptrolle der Medizinstudentin Mitzi Cole, die sich ihre Ausbildung als Stripperin finanziert.
2011 spielte sie Magic Beyond Words – Die zauberhafte Geschichte der J. K. Rowling spielte sie die reale Figur der Bryony Evens, der Büroleiterin des Literaturagenten Christopher Little, die nach Lesen des Manuskripts Harry Potter und der Stein der Weisen ihn überzeugte als Agent für die Autorin Joanne K. Rowling tätig zu werden, wodurch letztlich das Buch verlegt wurde.

## Filmografie
- 1996: Hope – Ihr Name war Hoffnung (Fernsehfilm)
- 1997: Breaker High (Fernsehserie)
- 1999: Late Night Sessions
- 2000: Beggars and Choosers (Fernsehserie)
- 2000: Final Destination
- 2000: 2gether: The Series (Fernsehserie)
- 2000: Dark Angel (Fernsehserie)
- 2000: Immortal – Der Unsterbliche
- 2000: Strange Frequency (Fernsehfilm)
- 2000: Call of the Wild (Fernsehserie)
- 2001: Crime is King
- 2001: Strange Frequency (Fernsehserie)
- 2001: Mysterious Ways (Fernsehserie)
- 2001: Seeking Winonas
- 2002: 40 Tage und 40 Nächte
- 2002: CSL – Crime Scene Lake Glory (Fernsehserie)
- 2002: X-Factor: Das Unfassbare (Fernsehserie)
- 2002: Stark Raving Mad
- 2002: Just Cause (Fernsehserie)
- 2003: Dead Zone (Fernsehserie)
- 2003: Out of Order (Fernsehserie)
- 2004: Andromeda (Fernsehserie)
- 2004: Road Kill (Kurzfilm)
- 2004: White Coats – Die Chaos-Doktoren
- 2005–2006: The Collector (Fernsehserie)
- 2006: The L Word: Wenn Frauen Frauen lieben (Fernsehserie)
- 2006: Die Geheimnisse von Whistler (Fernsehserie)
- 2006: Psych (Fernsehserie)
- 2006–2020: Supernatural: Zur Hölle mit dem Bösen (Fernsehserie), drei Folgen (2006, 2009, 2020)
- 2007: Blood Ties – Biss aufs Blut (Fernsehserie)
- 2007: Smallville (Fernsehserie)
- 2007: Chaos Theory
- 2007: Masters of Science Fiction (Fernsehserie)
- 2007: The Dark Room (Fernsehfilm)
- 2008–2009: Sanctuary – Wächter der Kreaturen (Fernsehserie)
- 2008: Dr. Dolittle 4
- 2009: Bis aufs Blut (Fernsehserie)
- 2009: Tornado Valley (Fernsehfilm)
- 2009. Storm Seekers (Fernsehfilm)
- 2009: The Mechanic (Kurzfilm)
- 2009–2010: Riese: Kingdom Falling (Miniserie)
- 2010: Fringe: Grenzfälle des FBI (Fernsehserie)
- 2010: The Appointment
- 2010: Me or the Porn (Kurzfilm)
- 2011: Time after Time (Fernsehfilm)
- 2011: Kits (Fernsehfilm)
- 2011: Magic Beyond Words – Die zauberhafte Geschichte der J.K. Rowling (Fernsehfilm)
- 2011: At Lunchtime: A Story of Love (Fernsehkurzfilm)
- 2011: White Collar Poet (Fernsehserie)
- 2012: Alcatraz (Fernsehserie)
- 2013: Motive (Fernsehserie)
- 2013: Leap 4 Your Life
- 2014: Janette Oke: Die Coal Valley Saga (Fernsehserie)
- 2014: Death Do Us Part
- 2014: What an Idiot
- 2016: Anleitung zum Verlieben (Fernsehfilm)
- 2016: Christmas List (Fernsehfilm)
- 2016: The Man in the High Castle (Fernsehserie)
- 2017: Rogue (Fernsehserie)
- 2017: My Favorite Wedding (Fernsehfilm)
- 2017: A Family for the Holidays (Fernsehkurzfilm)
- 2017: My Little Pony: Der Film
- 2018: A Marriage Made for Murder (Fernsehfilm)
- 2018: Take Two (Fernsehserie)
- 2018: Wedding March 4: Something Old, Something New (Fernsehfilm)
- 2018: Falling for You – Ein Kuchen für zwei (Fernsehfilm)
- 2019: Love and Sunshine (Fernsehfilm)
- 2019: The InBetween (Fernsehserie)
- 2019: Holiday Date (Fernsehfilm)
- 2020: Riverdale (Fernsehserie)
- 2021: Deceitful Dating (Fernsehfilm)
- 2021: Her Husband's Secret Life (Fernsehfilm)
- 2021: Sweet Carolina (Fernsehfilm)
- 2022: Never Broken (Kurzfilm)
- 2022: Batwoman (Fernsehserie)
- 2023: Fire Country (Fernsehserie)
- 2024: Dead Boy Detectives (Fernsehserie)
- 2024: A Novel Noel (Fernsehfilm)
- 2025: Sight Unseen (Fernsehserie)

## Auszeichnungen
Leo Awards
- 2005: beste Gastdarstellern, in The Collector (nominiert)[1]
- 2013: beste Nebendarstellerin, in Death Do Us Part (nominiert)[2]